# Pyatthat

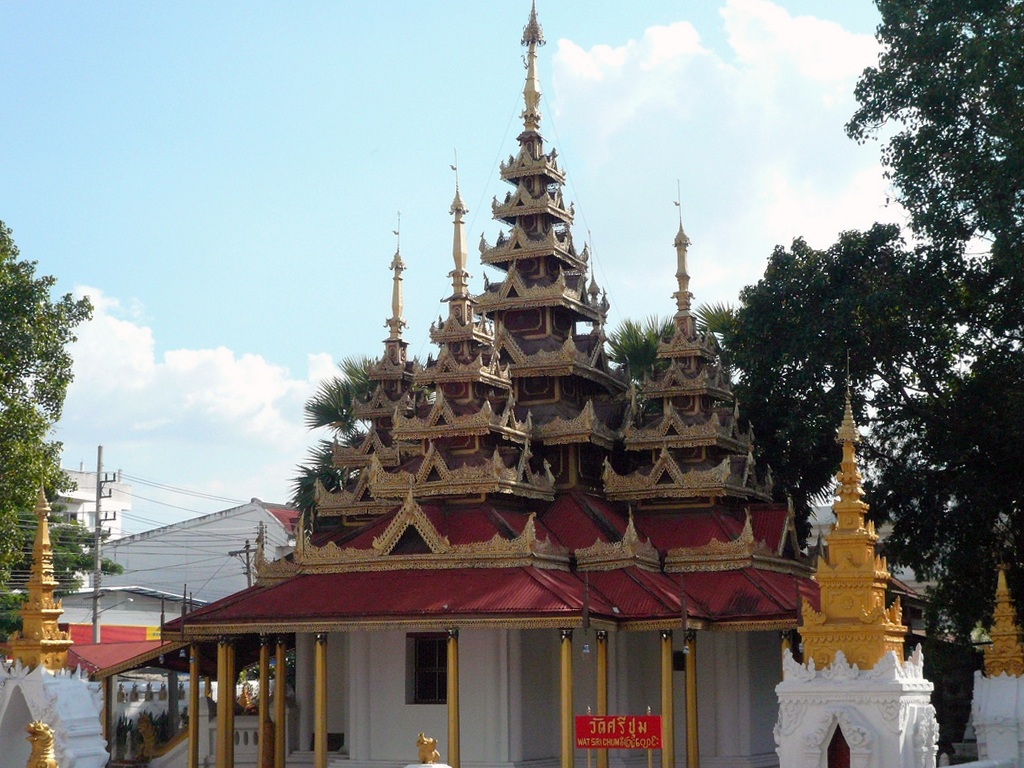
Exemplo de uma construção com telhado no estilo pyathat: o Wat Srichum em Lampang, na Tailândia.

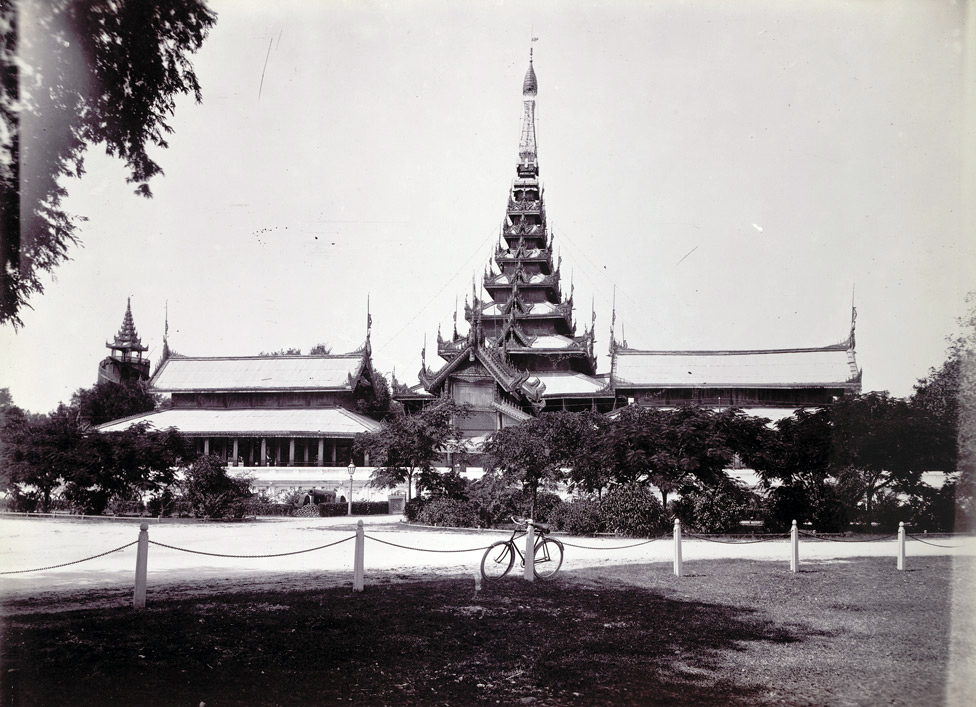
O Grande Pavilhão do Palácio de Mandalay contém um proeminente pyatthat de sete níveis.

Pyatthat (birmanês:  ပြာသာဒ်, IPA: [pjaʔθaʔ]; do sânscrito prāsāda; Mon: တန်ဆံၚ် IPA: [tan.cʰi̤ŋ]; também grafado pyathat) é um telhado em vários estágios, sempre de número ímpar (de três a sete). O pyatthat é comumente incorporado às construções budistas e reais birmanesas (p.ex., kyaungs, palácios e pagodes) e torres sobre a imagem de Buda e outros lugares sagrados, tais como tronos e portais de cidades.

## Construção
O pyatthat é feito compondo-se sucessivos telhados pontiagudos num formato piramidal, com uma estrutura intermediária chamada lebaw (လည်ပေါ်) entre dois níveis do telhado. O pyatthat é coroado com um pináculo de madeira chamado taing bu (တိုင်ဖူး) ou kun bu (ကွန်းဖူး) dependendo de seu formato, similar ao  hti, um ornamento semelhante a um guarda-chuva que coroa os pagodes birmaneses. As bordas de cada nível têm peças de metal folheadas a ouro com ornamentos decorativos chamados du yin (တုရင်) nos cantos (análogos aos chofah na Tailândia). Há três tipos principais de pyatthat, referentes à variação no número de níveis, chamados boun (ဘုံ, do páli bhumi). Os telhados de três, cinco e sete níveis são denominados yahma, thooba e thooyahma respectivamente.

## História

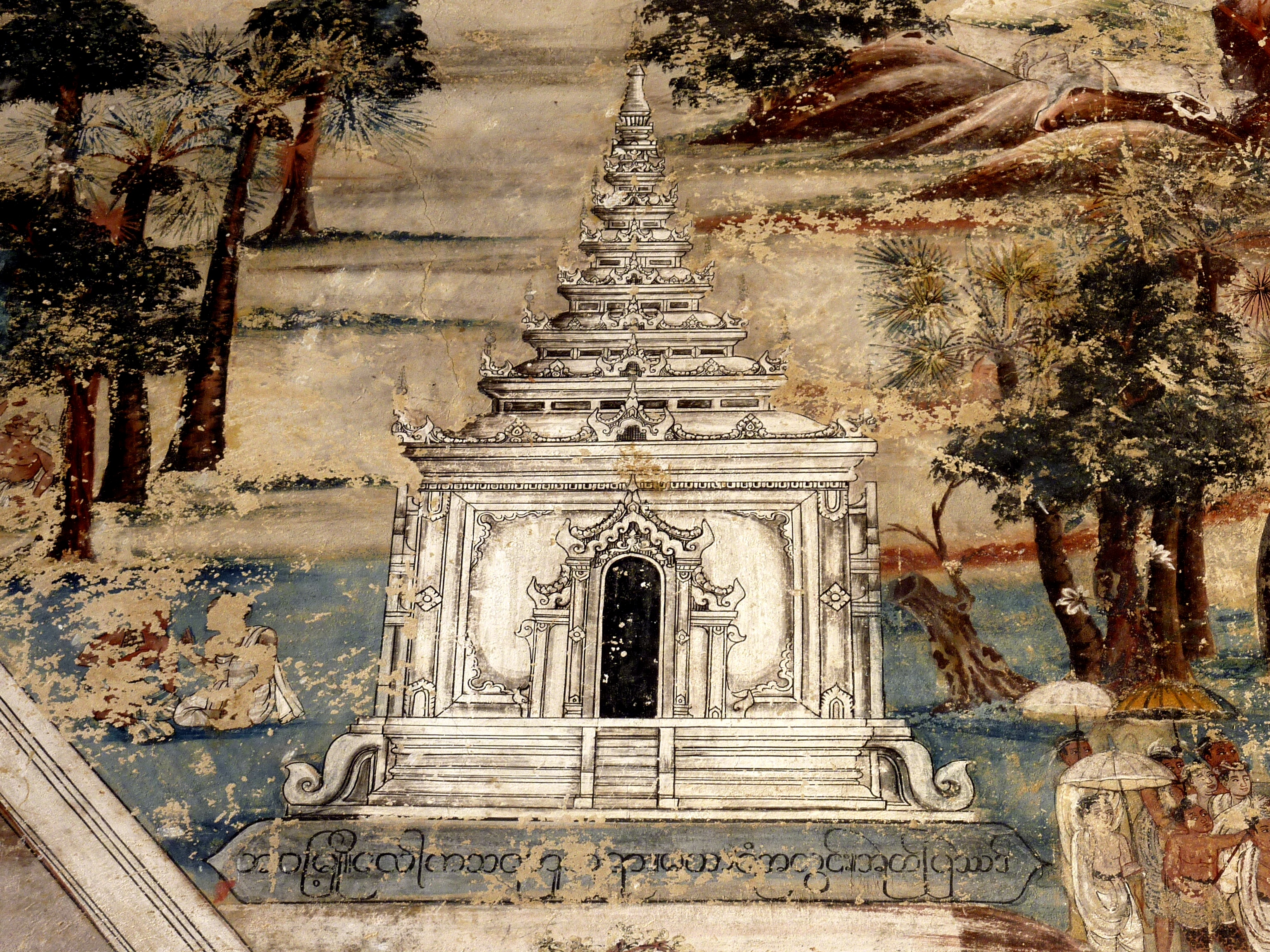
Uma cena mural retratando um pyatthat de alvenaria em Inwa.

O uso do pyatthat remonta a um período inicial da arquitetura birmanesa, durante o Reino de Pagan, entre os séculos IX a XIII. Exemplos proeminentes desse período com pyatthat incluem o Templo de Ananda e o Templo de Gawdawpalin.
Na Birmânia pré-colonial, o pyatthat era uma estrutura destacada das construções reais, simbolizando o Tavatimsa, um conceito que se aproxima ao da visão do paraíso no budismo. Sobre o trono principal na principal sala de audiências do reio havia um pyatthat com nove níveis, com o topo representando o Monte Meru (မြင်းမိုရ်) e os seis níveis inferiores representando as seis moradas dos devas e dos humanos. Além disso, os 12 portais das cidades reais birmanesas foram coroados com pyatthats.
Nessa época, leis suntuárias restringiram o uso dos pyatthats às construções reais e religiosas, regulando a quantidade de níveis de acordo com o nível da autoridade ali representada, O pyatthat de nove níveis era absolutamente exclusivo do soberano do reino, enquanto aos dignitários de estados-vassalos (saopha) estavam reservados os pyatthats de sete níveis.

## Galeria

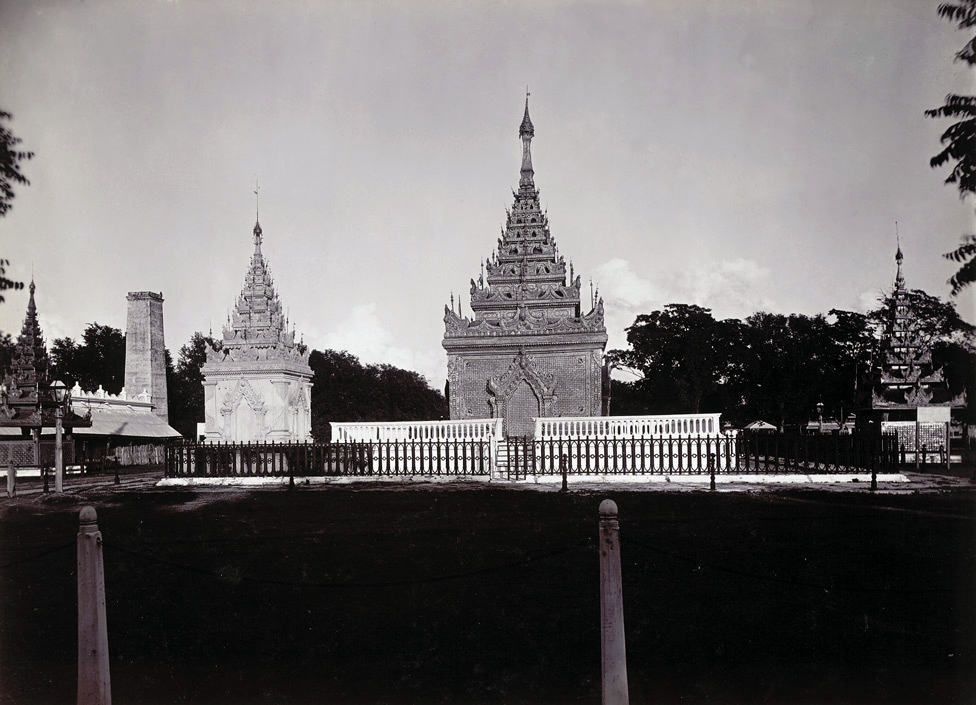
Mausoléu do rei Mindon Min, Mandalay
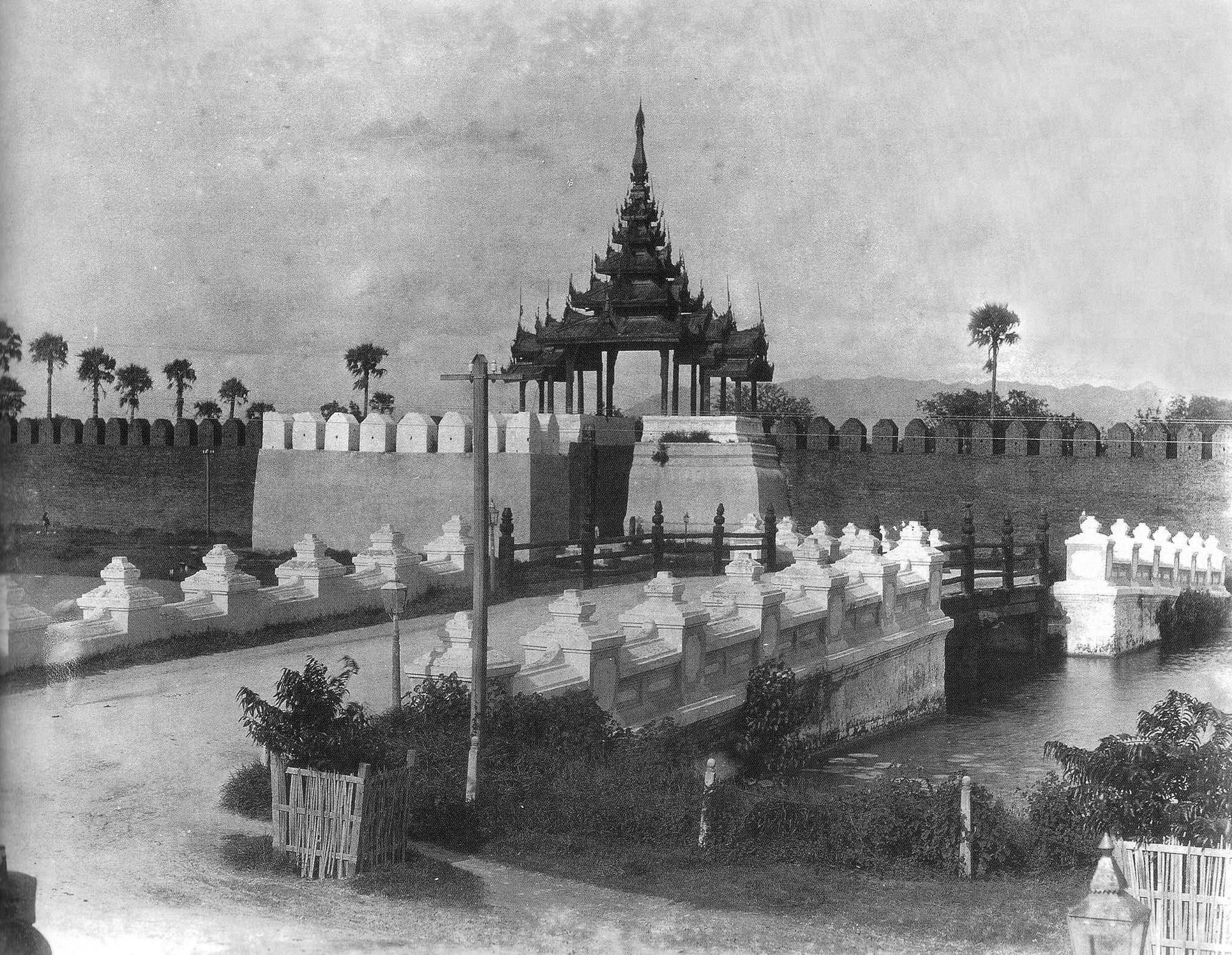
Entrada do Palácio de Mandalay
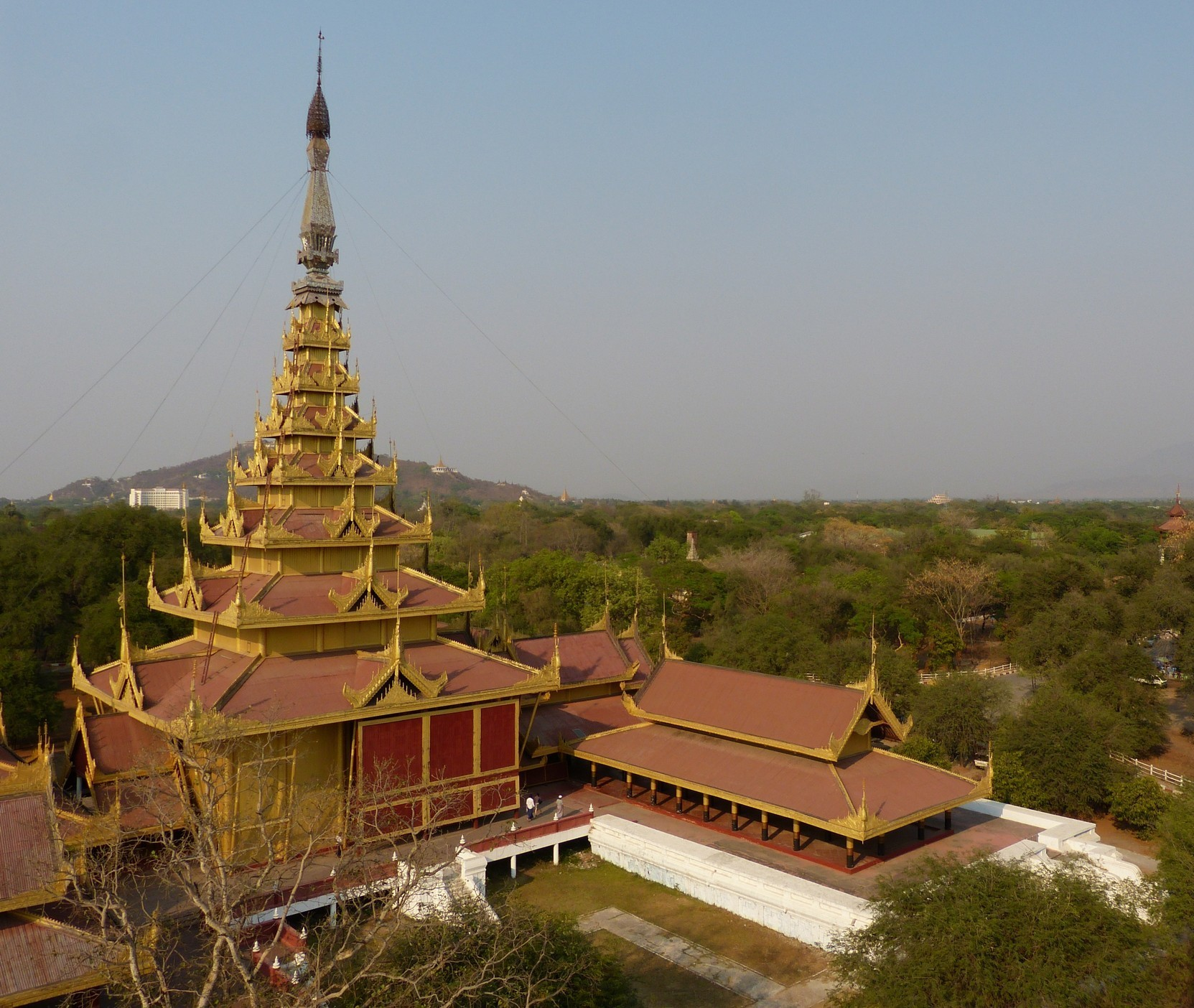
Palácio de Mandalay
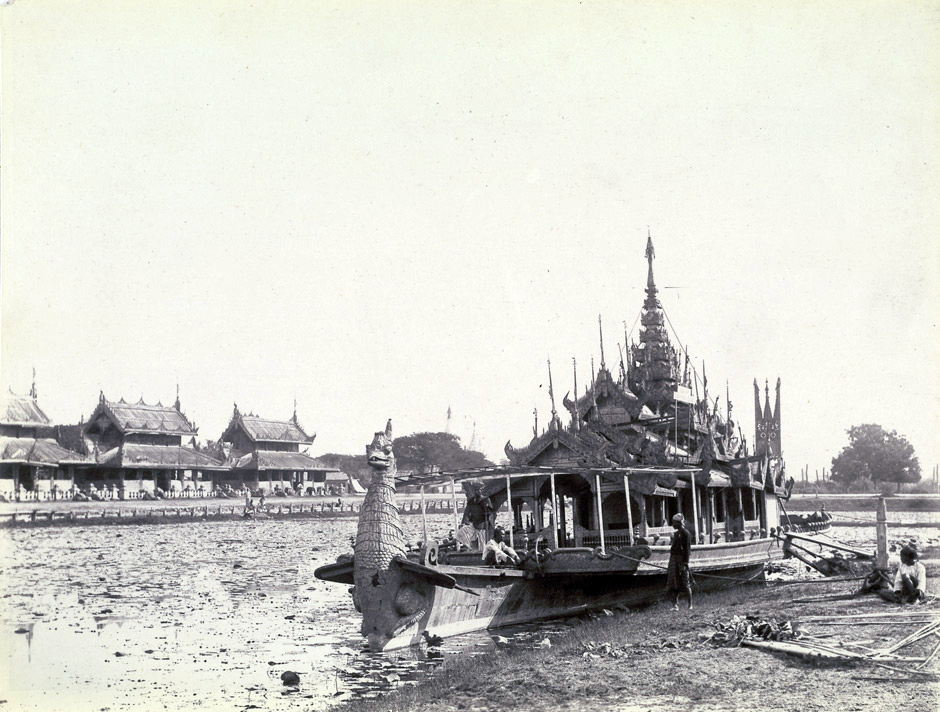
Barca do rei Thibaw Min no fosso de Mandalay